# Arroios (métro de Lisbonne)
Pour les articles homonymes, voir Arroios.

Arroios est une station du métro de Lisbonne sur la ligne verte.